# Moritz Pristauz
Moritz Bernd Pristauz-Telsnigg (Graz, 23 de marzo de 1996) es un deportista austríaco que compite en voleibol, en la modalidad de playa. Ganó una medalla de bronce en el Campeonato Europeo de Vóley Playa de 2019, en el torneo masculino.

## Palmarés internacional
| Campeonato Europeo | Campeonato Europeo | Campeonato Europeo | Campeonato Europeo |
| Año                | Lugar              | Medalla            | Pareja             |
| ------------------ | ------------------ | ------------------ | ------------------ |
| 2019               | Moscú (Rusia)      | Medalla de bronce  | Martin Ermacora    |